# إقليم بوزاو
إقليم بوزاو يقع الإقليم في رومانيا في منطقة مونتانيا التاريخية عاصمته مدينة بوزاو. تحتل المركز الثامن عشر من حيث عدد السكان والمركز السابع عشر من حيث المساحة على مستوى رومانيا.

## التاريخ
بدأ تاريخ الإقليم مع بداية تاريخ الدولة الرومانية.

## الجغرافيا
بلغت مساحة الإقليم 6,103 كم مربع.

### الجوار
- إقليم برايلا نحو الشرق.
- إقليم براهوفا وإقليم براشوف نحو الغرب.
- إقليم كوفاسنا وإقليم فرنتشيا نحو الشمال.
- إقليم يالوميتسا نحو الجنوب.

## السكان
بلغ عدد سكان الإقليم 496,214 نسمة حسب إحصائيات عام 2002 وبلغت الكثافة السكانية 81 نسمة/ كم مربع.
- رومانيون – 97%[5]
- الغجر – تحت 3% , وأخرون.

| السنة | عدد السكان |
| ----- | ---------- |
| 1948  | 430,225    |
| 1956  | 465,829    |
| 1966  | 480,951    |
| 1977  | 508,424    |
| 1992  | 516,961    |
| 2002  | 496,214    |

## الاقتصاد
يعتمد اقتصاد الإقليم على منجات كثيرة مثل:
- المكونات الميكانيكية؛ السكك الحديدية ومكونات السيارات.
- الأجزاء المعدنية.
- زجاج.
- غذاء.
- المنسوجات.
- خشب.

## التقسيمات الإدارية
يحتوي الإقليم على 2 بلدية و3 بلديات و82 قرية.

## وصلات خارجية
- Colegii uninominale pentru alegerea Camerei deputaților în județul Buzău
- Colegii uninominale pentru alegerea Senatului în județul Buzău